# Паул Міхня
Паул Міхня (також Паул Борухович Міхня та Павло Міхня; справжні ім'я та прізвище Пінхас Борухович Шильман; рум. Paul Mihnea; 22 липня 1921, Бричани, Сороцький повіт, Бессарабія — 31 серпня 1994, Кишинів) — молдавський та румунський поет, перекладач. «Майстер літератури» (Maiestru al literaturii) Республіки Молдова (1993).

## Життєпис
Народився в містечку Бричани на півночі Бессарабії (тепер райцентр Бричанського району Молдови) у 1921 році в родині орендаря Пінхоса Боруховича Шильмана (1890—?). Закінчив румунську гімназію в Чернівцях. Там же в 1940 році у видавництві «Nord» під псевдонімом «Discipol Mihnea» (Дисчипол Міхня — «Учень Міхня») вийшла його перша книга віршів «Preludiu» (Прелюдія) на 60 сторінках, з передмовою поета та прозаїка Мірчі Стрейнула (1910) 1945). Вірш «Сутінки» з цієї збірки переклала німецькою мовою поетеса Зельма Меербаум-Айзінґер (він увійшов до посмертної збірки її віршів та перекладів «Blütenlese» — «Збір квітів»).
З приєднанням Бессарабії та Північної Буковини до СРСР 1940 року повернувся до батьків у Бричани, де його сім'ю застала війна. На початку німецько-радянської війни був з батьком і молодшим братом Абрамом (нар. 1926) евакуйований до Нарімановського району Астраханської області, пізніше звідти до Оренбурга. Члени сім'ї, що залишилися в Бричанах, були депортовані і загинули в гетто Трансністрії. З військових років сам поет страждав на легеневий туберкульоз з частими загостреннями, які призвели до його фактичної інвалідності.
З 1945 року жив у Кишиневі, де в 1951 році вийшла його друга поетична збірка «Bat mezul veacului curanții» (Б'ють куранти середину століття). Після збірки «Lumina ochilor mei» (Світло моїх очей, 1957) на пропозицію головуючого поета Андрія Лупана Паула Міхня було виключено із спідки письменників Молдавської РСР (відновлено через два роки). У наступні роки вийшли поетичні збірки «Orga codrului» (Орган лісу, 1966), «Galerie cu autoportret» (Галерея з автопортретом, 1968), «Hinger şi demiurg» (Живодер і творець, 1973), "Grădina), «Coroană de coroane» (Вінок вінків, 1993) та інші. У перекладах російською мовою виходили книги «Прелюдія» (1966), «Зустріч із собою» (1975) та «Садівник, або відплата дзеркал» (1988).
Поезія Міхні відрізняється своєю ліричністю, схильністю до використання міфологічних образів та алюзій на класичні твори світової літератури.
У перекладах Паула Міхні окремими виданнями румунською мовою вийшли вірші Райнера Марії Рільке («Елегії з Дуйно», 1977), Поля Валері (1979), Поля Верлена (1985), Михайла Лермонтова, Миколи Некрасова, Олександра Пушкіна, Олександра Блоку, «Буколики» Вергілія (1970), «Елегії з вигнання» Овідія (1972) та інших. Російською мовою Паула Міхню перекладали Новелла Матвєєва, Давид Самойлов, Кирило Ковальджи, Римма Казакова, син поета Борис Міхня та інші.

## Родина
- Дружина — Роза Андріївна Мелентьєва.
  - Син — Борис Паулович Міхня (нар. 4 травня 1946, Кишинев) — актор і режисер Тверського академічного театру драми (з 1971 року), автор поетичної збірки «Освітлений затемненням» (1990).
    - Онук — Святослав Борисович Міхня (нар. 26 грудня 1975) — тверський журналіст і поет, автор збірок віршів «Невидимі дні» (Лілія Принт: Тверь, 2002), «Відступ у небо» (Кевер: Твер, 2011), "Вечір "(Поетична серія журналу «Діти Ра», 2016), лауреат премії імені Миколи Гумільова (2016), лауреат премії Тверського союзу літераторів у номінації «Поезія» (2003, 2013), автор краєзнавчих книг «Путівник по Твері», «Тверська область. Путівник», «Історія Тверської землі з найдавніших часів до наших днів», «200 місць Твері, які треба побачити», дипломант першого Всеросійського конкурсу краєзнавчої літератури «Наша культурна спадщина» (2007).

  - Донька — Клариса Міхня (нар. 1950), художниця[15][16] .

## Книги

### Румунською мовою
- Preludiu (versuri). Вступне слово — Mircea Streinul. Чернівці: Nord, 1940. — 60 с.[17]
- Bat miezul veacului curanţii. Кишинів, 1951.
- Lumina ochilor mei. Кишинів, 1957.
- Orga codrului. Кишинів, 1966; Кишинів: Editura Arc, 2016. — 62 с.
- Galerie cu autoportret. Кишинів, 1968.
- Hingher şi demiurg. Кишинів, 1973.
- Grădinar. Кишинів, 1980. — 364 с.
- Coroană de coroane. Кишинів: Hyperion, 1992.

### Книги у перекладах
- Прелюдія. Радянський письменник: Москва, 1966.
- Зустріч із собою. Картя молдовеняске: Кишинів, 1975.
- Садівник, або відплата дзеркал . Література артистике: Кишинів, 1980 та 1988.

- Vergiliu. Bucolice. Кишинів, 1970.
- Ovidiu. Elegii din exil. Кишинів, 1972.
- RM Rilke. Elegiile din Duino. Кишинів, 1977.
- Paul Valery. Vrăji. Кишинів, 1979.
- Paul Verlaine. Poezii. Кишинів, 1985.